# Daniel Luxbacher
Daniel Luxbacher (* 13. März 1992 in Wien) ist ein österreichischer Fußballspieler.

## Karriere
Luxbacher begann seine Karriere beim SV Hirschstetten. Nachdem er beim FC Stadlau gespielt hatte, wechselte er 2006 in die AKA Rapid Wien. Nachdem er auch in der Regionalligamannschaft Stammspieler geworden war, wurde er für zwei Jahre an den Zweitligisten FC Lustenau 07 ausgeliehen. Sein Profidebüt gab er am 1. Spieltag 2011/12 gegen den LASK Linz. Im Jänner 2013 wechselte er zum SCR Altach. Nach dem Aufstieg gab er sein Bundesligadebüt am 3. Spieltag 2014/15 gegen den FK Austria Wien.
Zur Saison 2017/18 wechselte er zum Ligakonkurrenten SKN St. Pölten, bei dem er einen bis Juni 2019 gültigen Vertrag erhielt, der bis 2022 verlängert wurde. Mit dem SKN stieg er allerdings am Ende der Saison 2020/21 aus der Bundesliga ab. Daraufhin verließ er St. Pölten nach 86 Bundesligaeinsätzen und wechselte zum Regionalligisten First Vienna FC. In der Saison 2021/22 kam er zu 24 Einsätzen in der Regionalliga. Mit der Vienna stieg er zu Saisonende in die 2. Liga auf. Im Juni 2023 wurde sein Vertrag bei der Vienna um ein weiteres Jahr verlängert.
Nach vier Jahren bei der Vienna wechselte Luxbacher zur Saison 2025/26 zum Regionalligisten SC-ESV Parndorf 1919.

## Persönliches
Luxbacher ist der ältere Bruder des Fußballspielers Bernhard Luxbacher.